# Florentin-la-Capelle
 Florentin-la-Capelle  (en occitano Florentinh) es un pequeño pueblo y comuna francesa, situada en la región de Mediodía-Pirineos, departamento de Aveyron, en el distrito de Rodez y cantón de Saint-Amans-des-Côts.

## Demografía
| 663 | 532 | 468 | 434 | 401 | 373 |
| Para los censos de 1962 a 1999 la población legal corresponde a la población sin duplicidades (Fuente: INSEE [Consultar]) |     |     |     |     |     |